# پیترو اسپچاله
پیترو اسپچاله (ایتالیایی: Pietro Speciale؛ ۲۹ سپتامبر ۱۸۷۶ – ۹ نوامبر ۱۹۴۵) شمشیرباز اهل ایتالیا بود.
وی در مسابقات کشوری و بین‌المللی در مجموع برندهٔ ۱ مدال طلا، ۱ مدال نقره شده‌است.